# Plejer
|  | Denne artikel omhandler titlen plejer; bør ikke forveksles med titlen sygeplejer. |
En plejer var uddannet til at tage sig af den grundlæggende psykiske pleje af patienter på psykiatriske afdelinger. Uddannelsen og jobbet var i starten udelukkende besat af mænd, da man mente at jobbet var farligt (ligesom jobbet som fængselsbetjent). Det var ofte håndværkere der søgte denne uddannelse.
Senere blev det krav for at blive plejer, at man først var uddannet som sygehjælper. Faggruppen blev efterhånden domineret af kvinder, da mændene ofte ikke ønskede at uddanne sig til sygehjælper først, inden de kunne tage plejeruddannelsen.
Stillingen blev officielt afskaffet i 1991 med oprettelsen af social- og sundhedsuddannelserne. Mange plejere efteruddannede sig i den forbindelse til social- og sundhedsassistenter, omend der stadig findes plejere rundt omkring på psykiatriske afdelinger. 
| Sygepleje | Spire Denne artikel om sygepleje er en spire som bør udbygges. Du er velkommen til at hjælpe Wikipedia ved at udvide den. |